# Операція «Дизель»
Операція «Дизель» (англ. Operation Diesel) — рейд британських військ кількістю 700 військовослужбовців з: 45,42,3 бригад Королівської морської піхоти, підрозділу розвідки, а також 1-го механізованого батальйону розвідки Королівського полку принцеси Уельської на талібанську фабрику з виготовлення наркотиків, котра являла собою укріплену фортецю у верхній долині району Сангін в провінції Гільменд, Афганістан.
Згідно звіту Великої Британії, в результаті операції, 7 лютого 2009 року, вдалося захопити чотири фабрики, а також готові партії героїну і опіуму на загальну суму більш ніж 50 мільйонів фунтів стерлінгів.
Як виявилося пізніше, цифри були неточними. Готового героїну знайдено не було, але було виявлено і знищено 1260 кг опіуму і велику кількість хімічних речовин, необхідних для виробництва героїну. Загальна вартість опію становить приблизно $ 126 000 на основі закупівельних цін на опій в Афганістані, але безпосередньо за межами Афганістану ціна може зростати в десятки разів.
Були вбиті двадцять талібів, які намагалися захистити препарати. Особовий склад збройних сил Великої Британії, що брав участь у операції, не постраждав. Військові також захопили мотоцикл, який був споряджений як бомба для терориста-смертника.